# Фредерик де Мухерон
Фредерик де Мухерон (на нидерландски: Frederik de Moucheron) е холандски пейзажист от Златния век на холандското изкуство.
Фредерик де Мухерон е син на художника Балтазар де Мухерон и Корнелия ван Брукховен. Баща му е от заможно семейство на търговци на вино и е изобразен като едно от най-малките деца в Портрет на семейство Мухерон (1563). Фредерик се обучава заедно с Ян Аселейн и става пейзажист. Фредерик заминава за Париж, когато е на 22 и прекарва там 3 години, след който поема на пътуване през Антверпен, Париж и Лион и през 1659 година се установява в Амстердам. Там, през същата година, той се жени за Марийке де Юдервиле, дъщеря на художника Исак де Юдервиле, от която има единадесет деца. Погребан е в Амстердам.
Фредерик де Мухерон рисува френски италиански и холандски пейзажи. За довършването на тези пейзажи той се уговарял със съвременниците си да нарисуват човешки фигури в картините. Такива фигури добавили Адриан ван де Велде в Амстердам, Теодор Хелмбрекер в Париж и от време на време Йоханес Лингелбах и Николаас Петерсон Берхем.
Синът на Фредерик Исак става известен гравьор и художник с много оцелели пейзажи в Амстердам.

## Галерия
- „Скалист пейзаж с добитък и фигури“ (1675)
- „Планински пейзаж със стадо крави“ (втората половина на 17 век), Музей „Валраф-Рихарц“, Кьолн, Германия
- „Просторен горист пейзаж“ (втората половина на 17 век), частна колекция
- „Италиански пейзаж“ (1670-те)